# Species Deceases
Albums de Midnight Oil
Red Sails in the Sunset
(1984) Diesel and Dust
(1987)
Species Deceases est le second EP du groupe de rock australien Midnight Oil, sorti le 26 novembre 1985.
Il se classe en tête des ventes en Australie pendant six semaines non consécutives et 42e en Nouvelle-Zélande,,. Il est comptabilisé dans le classement des singles.

## Liste des titres
| 1. | Progress | - Jim Moginie - Peter Garrett   | 3:57 |
| 2. | Hercules | - Moginie - Garrett - Rob Hirst | 4:38 |

| 1. | Blossom and Blood | - Hirst - Moginie                                           | 4:35 |
| 2. | Pictures          | - Hirst - Moginie - Garrett - Martin Rotsey - Peter Gifford | 3:12 |

## Composition du groupe
- Peter Garrett : chant, harmonica
- Peter Gifford : basse, chœurs
- Rob Hirst : batterie, chœurs
- Jim Moginie : guitares, claviers
- Martin Rotsey : guitares

## Classements hebdomadaires
| Classement (1985-1986)         | Meilleure place |
| ------------------------------ | --------------- |
| Australie (Kent Music Report), | 1               |
| Nouvelle-Zélande (RMNZ)        | 42              |

## Certifications
| Pays             | Certification | Unités certifiées |
| ---------------- | ------------- | ----------------- |
| Australie (ARIA) | 2 × Platine   | 140 000           |